# Lockheed X-17

El X-17 fue un vehículo de pruebas estadounidense utilizado durante los años 1950 para estudiar el problema de la reentrada atmosférica simulando las altas velocidades implicadas en una reentrada.
Se trataba de un cohete de tres etapas propulsado por combustible sólido. La primera etapa elevaba el cohete hasta una altura de 27 km, tras lo cual el resto del vehículo ascendía por inercia hasta los 160 km, momento en que el cohete giraba sobre sí mismo para apuntar hacia tierra, encendiéndose la segunda etapa y luego la tercera, alcanzando velocidades de hasta Mach 14,5, que se traduce en 17.750 km/h, es decir 11.100 mph.
Voló 26 veces en el ámbito de los estudios de reentrada, la última en marzo de 1957. Fue usado también en la operación Argus, elevando las tres cargas nucleares que detonaron a gran altura, en 1958 en el Atlántico sur.

## Especificaciones
- Apogeo: 500 km
- Empuje en despegue: 220 kN
- Masa total: 3400 kg
- Diámetro: 0,79
- Longitud total: 12,3 m

### Secuencias de designación
- Secuencia X-_ (Aviones eXperimentales estadounidenses, 1948-presente): ← X-14 - X-15 - X-16 - X-17 - X-18 - X-19 - X-20 →

### Listas relacionadas
- Anexo:Aeronaves de la Fuerza Aérea de los Estados Unidos (históricas y actuales)